# Jakie Astor
Pour les autres membres de la famille, voir Famille Astor.
John Jacob « Jakie » Astor (29 août 1918 - 10 septembre 2000), est un homme politique britannique.

## Biographie
Fils de Waldorf Astor (2e vicomte Astor) et de Nancy Astor, il suit ses études à Eton et à New College (Oxford).
Il sert dans le Special Air Service et les Life Guards durant la Seconde Guerre mondiale.
Il est membre de la Chambre des communes de 1951 à 1959.

## Décorations
- Chevalier de la Légion d'honneur[1]